# Lusotropicalisme
El terme lusotropicalisme va ser usat per primer cop pel sociòleg brasiler Gilberto Freyre per descriure el caràcter distintiu de l'imperialisme portuguès a l'estranger, proposant que els portuguesos eren millors colonitzadors que altres nacions europees.
Es creia que a causa del clima més càlid de Portugal, i després d'haver estat habitat per celtes, romans, visigots, moros i diversos altres pobles en els temps premoderns, els portuguesos erenr més humans, amable, i adaptables a d'altres climes i cultures.
A més, a principis del segle XX Portugal era de lluny la potència colonial europea amb presència territorial més antiga a l'estranger; en alguns casos els seus territoris havien estat assentats i governats de forma contínua pels portuguesos al llarg de cinc segles. El lusotropicalisme celebra tots dos elements reals i mitològics de la democràcia racial i la missió civilitzadora de l'Imperi Portuguès, que abasta una actitud pro-mestissatge cap a les colònies i territoris d'ultramar. La ideologia és el millor exemple en l'obra de Freyre.

## Gilberto Freyre sobre les crítiques que va rebre

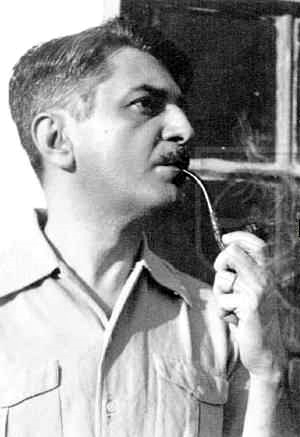
Gilberto Freyre, creador del mot lusotropicalismo.

La vida de Gilberto Freyre, després de la publicació de Casa-Grande & Senzala, es va convertir en una font eterna d'explicació. Va repetir diverses vegades que ell no va crear el mite de la democràcia racial i que el fet que en els seus llibres reconegui la intensa barreja entre "races" al Brasil no significa una manca de prejudicis o discriminació. Va assenyalar que moltes persones han afirmat que els Estats Units han estat una "democràcia exemplar" tot i que l'esclavitud i la segregació racial eren presents en la major part de la història dels Estats Units.
"La interpretació dels que volen que em col·loqui entre els sociòlegs o antropòlegs que van dir que els perjudicis de races entre els portuguesos o els brasilers mai va existir és extrema. El que sempre he suggerit és que tal perjudici és mínim (...) si es compara amb el que encara és en altres llocs, on les lleis encara regulen les relacions entre els europeus i els altres grups".
"No és que el prejudici racial o perjudici social relacionat amb la raça estiguin absents al Brasil. Existeixen. Però aquí a ningú se li hagués ocorregut "Esglésies només per blancs". Ningú al Brasil hauria pensat lleis contra el matrimoni interracial (. ..) l'esperit fratern és més fort entre els brasilers que els prejudicis racials, de color, de condició o religió. És cert que la igualtat no s'ha assolit des de la fi de l'esclavitud (...) hi havia prejudicis racials entre els amos de les plantacions, hi havia distància social entre els amos i els esclaus, entre els blancs i els negres (...) però pocs brasilers rics eren tan preocupats per la puresa racial com la majoria al Vell Sud".

## Visió de Salazar
Per tal de donar suport les seves polítiques colonials, António de Oliveira Salazar van adoptar la noció de lusotropicalisme de Freyre, mantenint que, atès que Portugal havia estat una nació multicultural, multiracial i pluricontinental des del segle xv, si el país fos desmembrat per la pèrdua dels seus territoris d'ultramar, que seria la fi de la independència portuguesa. En termes geopolítics, cap massa crítica seria llavors disponible per garantir l'autosuficiència a l'Estat portuguès.
Salazar es va resistir fortament a les idees de Freyre al llarg de la dècada de 1930, en part a causa que Freyre va afirmar que els portuguesos eren més propenses que altres nacions europees al mestissatge, i va adoptar el lusotropicalisme només després del patrocini de Freyre en una visita a Portugal i alguns dels seus territoris d'ultramar el 1951-1952. L'obra de Freyre Aventura e Rotina va ser el resultat d'aquest viatge.